# Larnaudia
Larnaudia is een geslacht van kreeftachtigen uit de klasse van de Malacostraca (hogere kreeftachtigen).

## Soorten
- Larnaudia beusekomae (Bott, 1970)
- Larnaudia chaiyaphumi Naiyanetr, 1982
- Larnaudia larnaudii (A. Milne-Edwards, 1869)